# Spina nasalis posterior ossis palatini

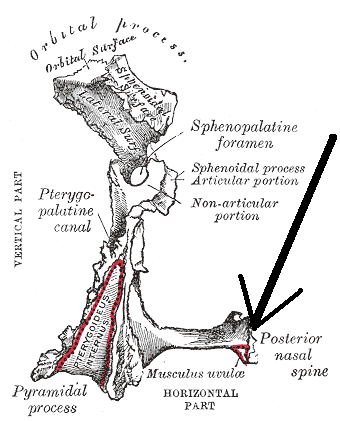
A szájpadcsont (a nyíl mutatja a kiállást)

A spina nasalis posterior ossis palatini a szájpadcsonton (os palatinum) a pars horizontalis belső végének a hátulsó oldalán található éles és kiugró rész. A musculus uvulae eredési helye.

## Külső hivatkozások
- Anatomy diagram: 34257.000-1 Roche Lexicon - illustrated navigator, Elsevier